# Dan Crenshaw
Daniel Reed Crenshaw, detto Dan (Aberdeen, 14 marzo 1984), è un politico e militare statunitense, membro della Camera dei rappresentanti per lo stato del Texas dal 2019.

## Biografia
Nato in Scozia, Crenshaw crebbe in Texas. Orfano di madre dall'età di dieci anni, seguì il padre nei suoi spostamenti lavorativi all'estero e imparò la lingua spagnola vivendo in Colombia ed Ecuador. Crenshaw si laureò all'Università Tufts e conseguì un master all'Università Harvard. Lavorò inoltre come assistente del deputato Pete Sessions.
Arruolatosi in marina, entrò nei Navy SEAL, prestandovi servizio per dieci anni e raggiungendo il grado di capitano di corvetta. Mentre si trovava di stanza nella provincia di Helmand in Afghanistan, restò colpito da un ordigno esplosivo improvvisato e perse l'occhio destro. Dopo l'incidente continuò a prestare servizio in Bahrein e in Corea del Sud e venne insignito di numerose onorificenze tra cui la Cuor di Porpora e due Stelle di bronzo.
Nel 2018 Crenshaw si candidò alla Camera dei rappresentanti come membro del Partito Repubblicano, per il seggio lasciato da Ted Poe. Nelle primarie si aggiudicò il secondo posto sconfiggendo Kathaleen Wall, la candidata appoggiata da Ted Cruz e Greg Abbott, per poi vincere il ballottaggio. A novembre Crenshaw si aggiudicò le elezioni generali contro l'avversario democratico e divenne deputato.